# Stuart Dybek
Stuart Dybek (Chicago, 10 aprile 1942) è uno scrittore e poeta statunitense.

## Biografia
Nato a Chicago nel 1942 da genitori immigrati dalla Polonia, ha compiuto gli studi alla Loyola University Chicago e all'Università dell'Iowa.
Dopo aver lavorato per due anni come assistente sociale, si è dedicato alla scrittura e all'insegnamento presso la Western Michigan University.
Ha pubblicato la prima raccolta di racconti, Childhood and Other Neighborhoods nel 1980 e la seconda, dal titolo La costa di Chicago, 10 anni più tardi.
Tra i numerosi riconoscimenti ottenuti, si segnalano il Premio PEN/Malamud nel 1995 e il Premio Rea per il racconto nel 2007.

## Opere principali

### Raccolte di racconti
- Childhood and Other Neighborhoods (1980)
- La costa di Chicago (The Coast of Chicago, 1990), Fidenza, Mattioli 1885, 2020 traduzione di Silvia Lumaca ISBN 978-88-6261-751-2.
- I Sailed with Magellan (2003)
- Paper Lantern: Love Stories (2014)
- Ecstatic Cahoots: Fifty Short Stories (2014)
- The Start of Something (2016)

### Raccolte di poesie
- Brass Knuckles (1979)
- Streets in Their Own Ink (2004)

## Premi e riconoscimenti
- Guggenheim fellowship: 1981[7]
- Premi Whiting: 1985 nella categoria "Fiction"[8]
- Premio O. Henry: 1985 per il racconto Hot Ice
- Premio PEN/Malamud: 1995
- Lannan Literary Award for Fiction: 1998
- Premio Rea per il racconto: 2007
- MacArthur Fellows Program: 2007[9]